# Spalding (Saskatchewan)
Spalding es un pueblo canadiense situado en la provincia de Saskatchewan.

## Superficie
Spalding tiene una superficie de 1,19 km².

## Demografía
En 2021, tenía 213 habitantes, una densidad poblacional de 178,3 hab./km², y 135 viviendas.